# 耶尔德兹哈米迪耶清真寺
耶尔德兹哈米迪耶清真寺，又名耶尔德兹清真寺（土耳其語：Yıldız Hamidiye Camii, Yıldız Camii），是一座奥斯曼帝国清真寺，位于土耳其伊斯坦布尔的贝西克塔什区，在到耶尔德兹宫的路上。这座清真寺由阿卜杜勒-哈米德二世下令修建，兴建于1884年到1886年，长方形平面，有一个叫拜楼。其建筑为新哥特式风格与古典奥斯曼图案的结合。
阿卜杜勒-哈米德二世在叙利亚大马士革的Marjeh 广场修建的青铜柱廊上，有耶尔德兹清真寺的雕像。